# King David Hotel

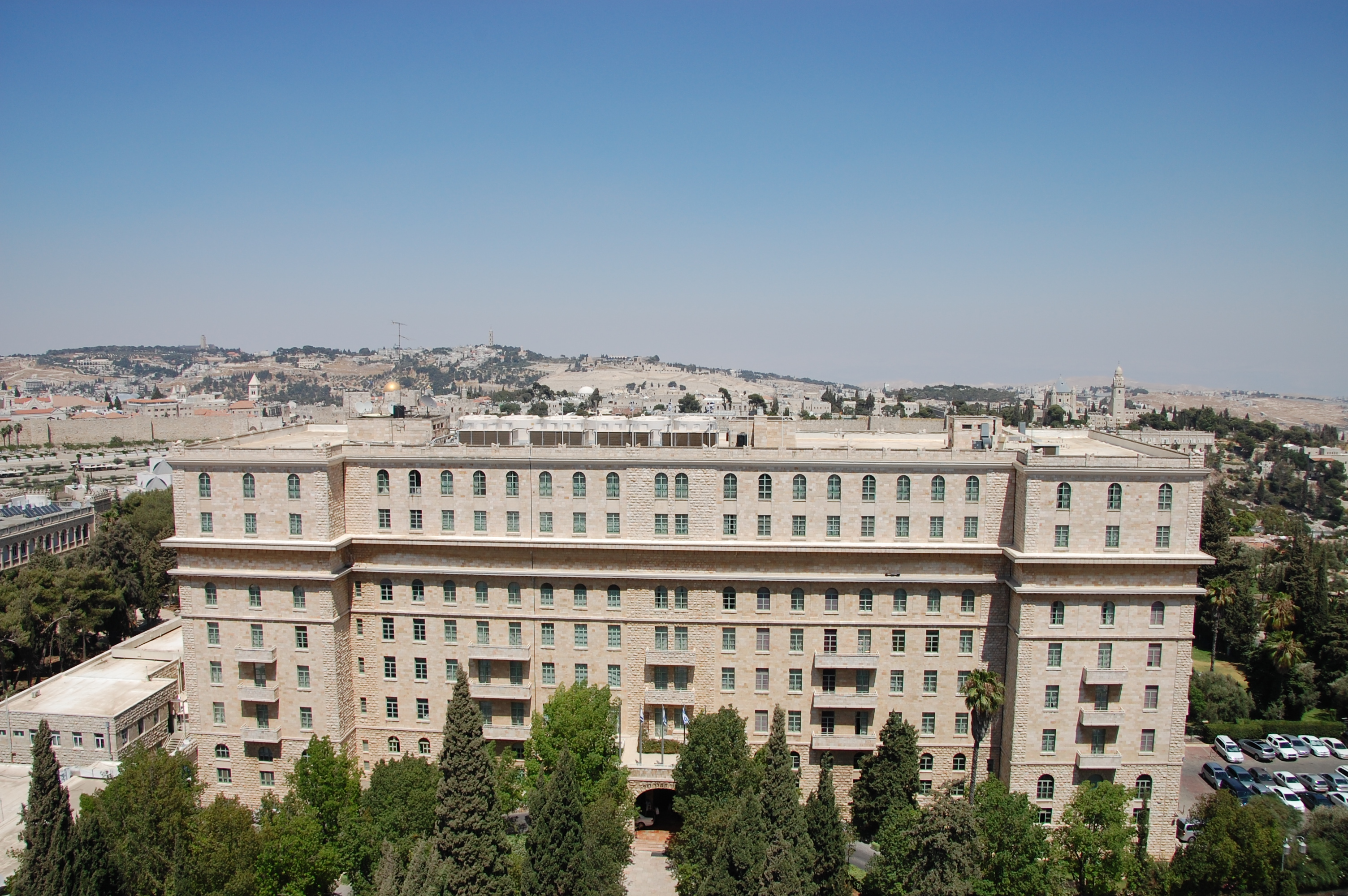
Veduta

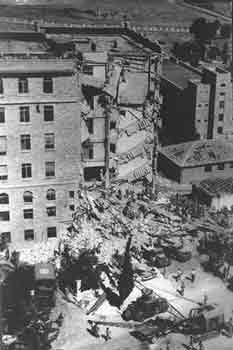
L'Hotel King David di Gerusalemme devastato dall'attentato dinamitardo dell'Irgun nel 1946

Il King David Hotel, costruito a Gerusalemme con arenaria locale rosata, fu inaugurato nel 1931. Ospitò tre monarchi che erano stati costretti ad abbandonare il loro trono ed il loro paese: re Alfonso XIII di Spagna (1931), l'imperatore Hailé Selassié d'Etiopia (1936) e re Giorgio II di Grecia (1942).
Il King David Hotel è più noto per essere stato l'antico quartier generale amministrativo delle autorità mandatarie britanniche in Palestina ed in particolare per essere stato colpito in un gravissimo attentato dinamitardo condotto dall'Irgun e dalla Banda Stern, due formazioni paramilitari terroristiche sioniste (22 luglio 1946). Dopo l'attentato, che provocò 91 morti - 28 britannici, 41 arabi, 17 ebrei e 5 persone di diversa nazionalità - l'hotel divenne una specie di fortezza britannica fino al 14 maggio 1948, quando l'Union Jack fu ammainata a seguito della Dichiarazione d'indipendenza israeliana.
Dopo l'indipendenza di Israele divenne quindi una fortezza israeliana; tuttavia alla fine della guerra arabo-israeliana del 1948, l'hotel si ritrovò sulla linea di demarcazione che separava Israele e Giordania. L'hotel è stato riaperto nel 1967, dopo la guerra dei sei giorni, quando Israele si annetté Gerusalemme Est.
L'albergo è uno dei membri fondatori del The Leading Hotels of the World.